# 3201-es mellékút (Magyarország)
A 3201-es számú mellékút egy négy számjegyű mellékút Heves vármegyében.

## Nyomvonala
Hatvan belterületén ágazik ki a 3-as főútból, annak 60+550-es kilométerszelvényénél, északkelet felé. Legelső méterei Budapest felé egyirányúak, de csak addig, amíg bele nem torkollik egy lehajtó ív a 3-asról, Gyöngyös felől: onnantól kétirányú. Alig több mint 100 méter után befordul a 3-as főút felüljárója alá, délkelet felé, innentől jó darabig ezt az irányt követi. A felüljárón túl beletorkollik a 32 601-es út, ami ennek a csomópontnak a túloldali ága: Budapest felől hossza a forgalmat a 3201-es felé, illetve a Gyöngyös felé tartókat vezeti át a 3201-esről a 3-as főútra.
Ettől kezdve Csányi út néven halad, közben 1,6 kilométer megtétele után találkozik a 32-es főúttal. Egy körforgalmú csomópontba torkollik bele: itt a 32-es főút a 2+900-as kilométerszelvényénél tart és majdnem pont észak-déli irányban húzódik. A folytatásban a 3201-es út kicsit keletebbi irányt vesz, így éri el, 3,5 kilométer után Csány határát.
Csány település külterületén még sokáig ebben a korábban követett, majdnem keleti irányban halad tovább, majd kevéssel a 7. kilométerének átlépése előtt eléri a község házait. Utána, a belterületen több éles irányváltása következik – települési neve előbb Hatvani út, majd Nagy út, végül egy szakaszon Szövetkezet utca –, mígnem a 8,5 kilométerénél, közel 6 kilométer megtétele után beletorkollik egy másik négy számjegyű út, a 3202-es. Ezután északkelet felé indul tovább, Gyöngyösi út néven, így halad a település széléig.
12 kilométer megtétele után lép át az út Atkár területére, ott egyben észak-északkelet felé fordul. A 13+150-es kilométerszelvényénél keresztezi a Hatvan–Miskolc–Szerencs–Sátoraljaújhely-vasútvonalat, majd 16,4 kilométer után kiágazik belőle északnyugat felé a 32 114-es út. 17,4 kilométer megtételét követően éri el Atkár házait, és ott, a 3203-as útba torkollva ér véget, annak 5+500-as kilométerszelvénye közelében.
Teljes hossza, az országos közutak térképes nyilvántartását szolgáló kira.gov.hu adatbázisa szerint 18,090 kilométer.

## Képgaléria

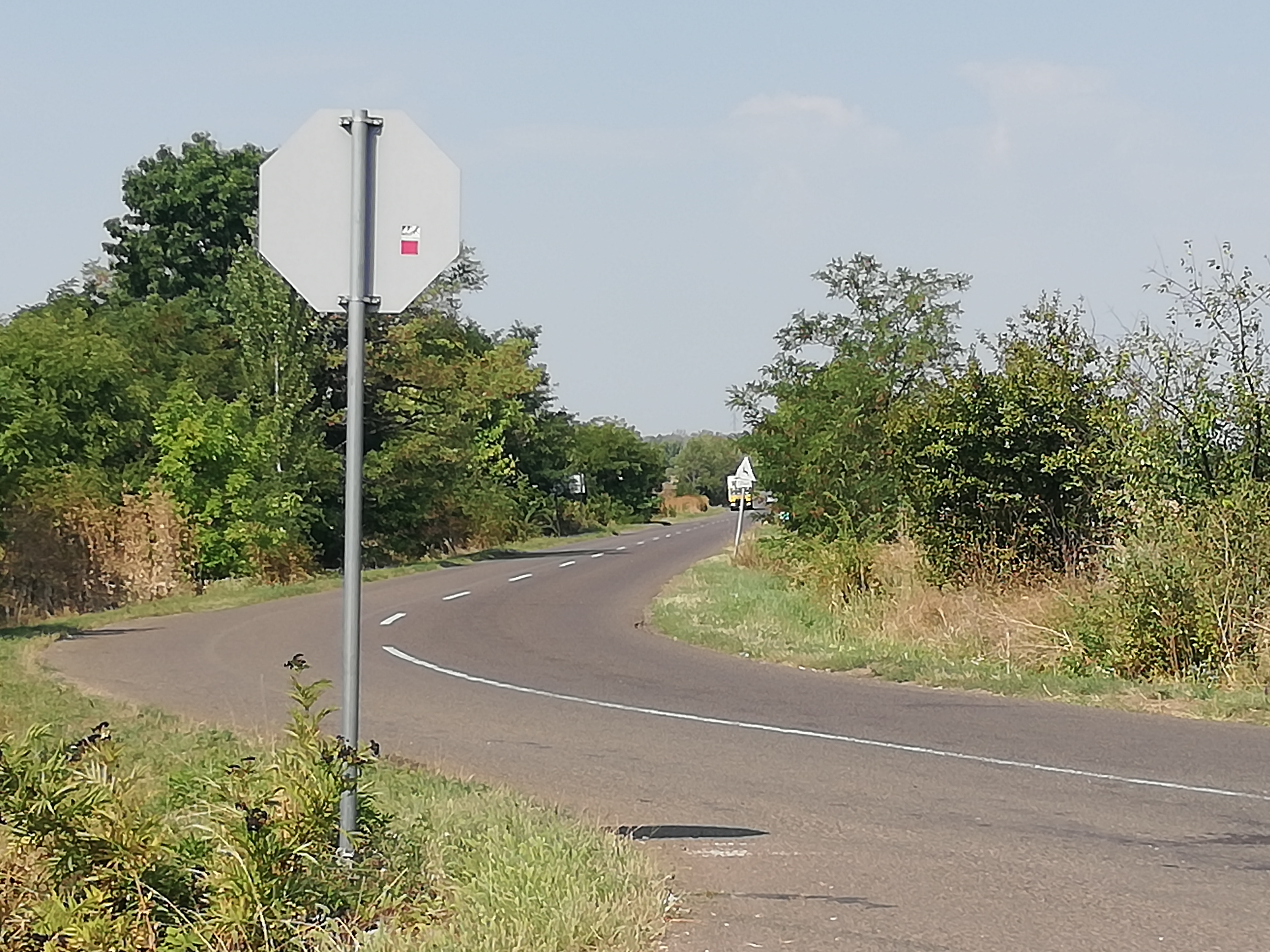
A 32 114-es mellékút becsatlakozása Atkár külterületén
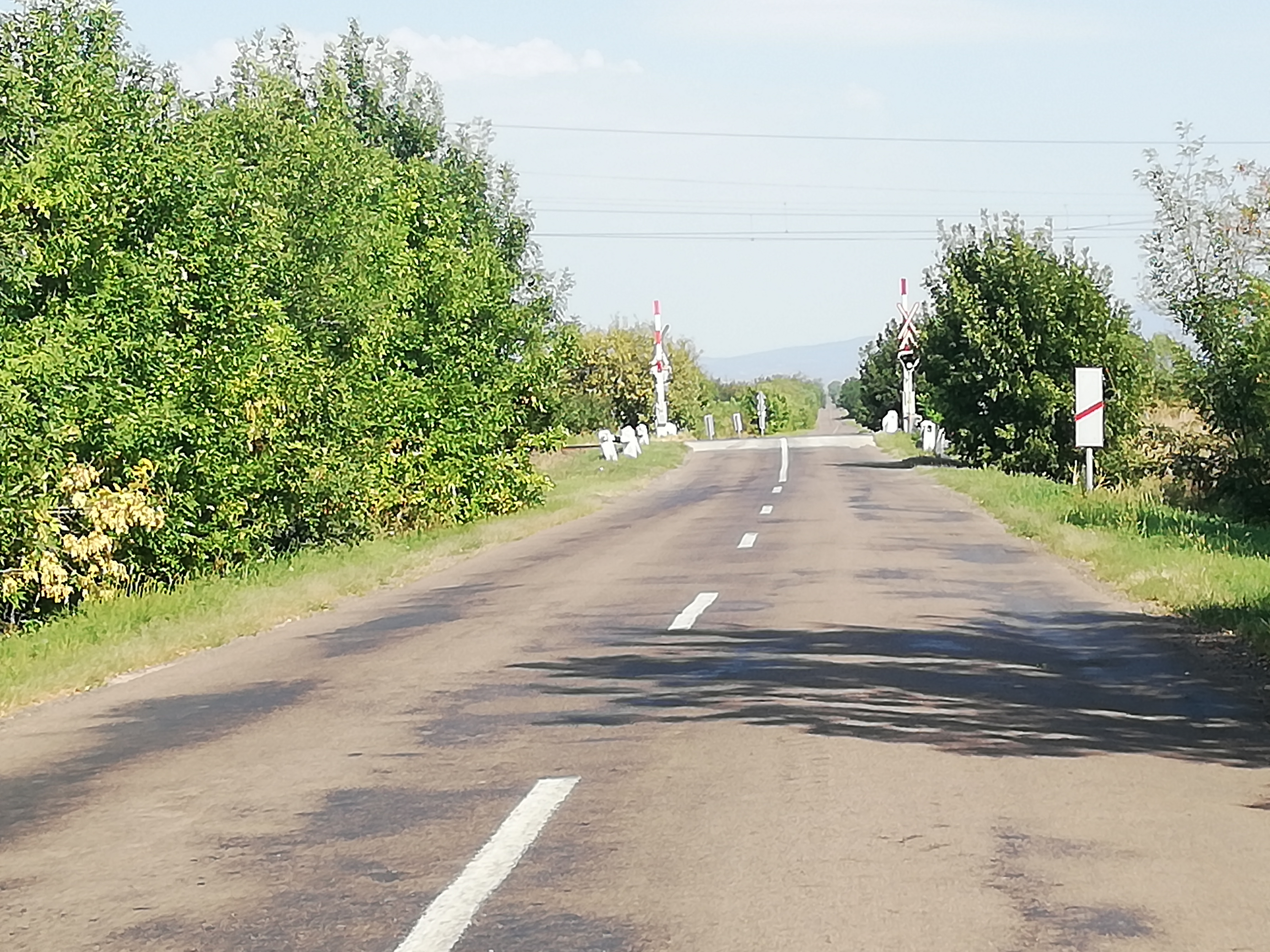
Az út atkári vasúti kereszteződése Csány felől nézve
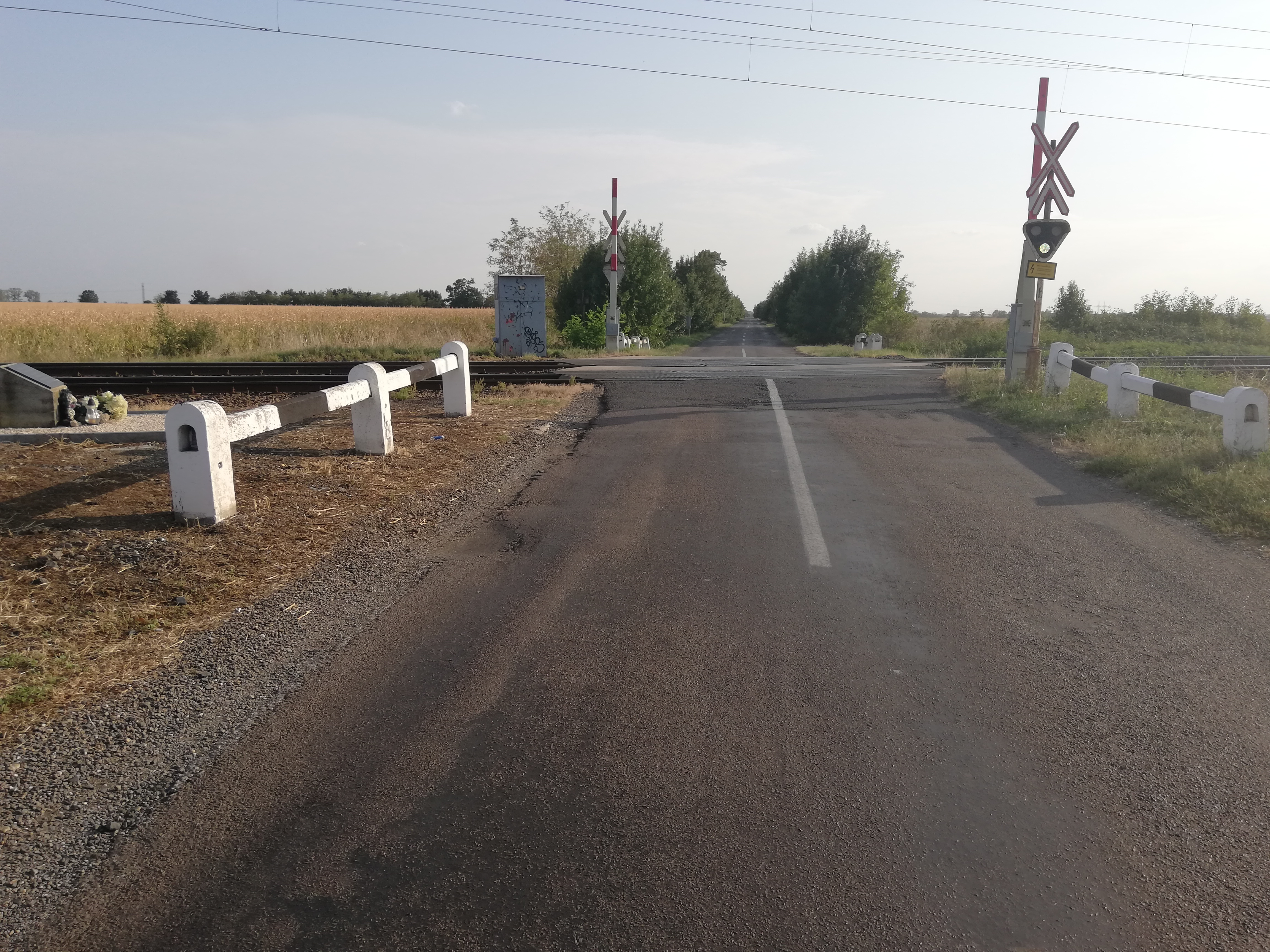
A kereszteződés Atkár felől nézve, balra az 1992-es baleset emlékhelyével
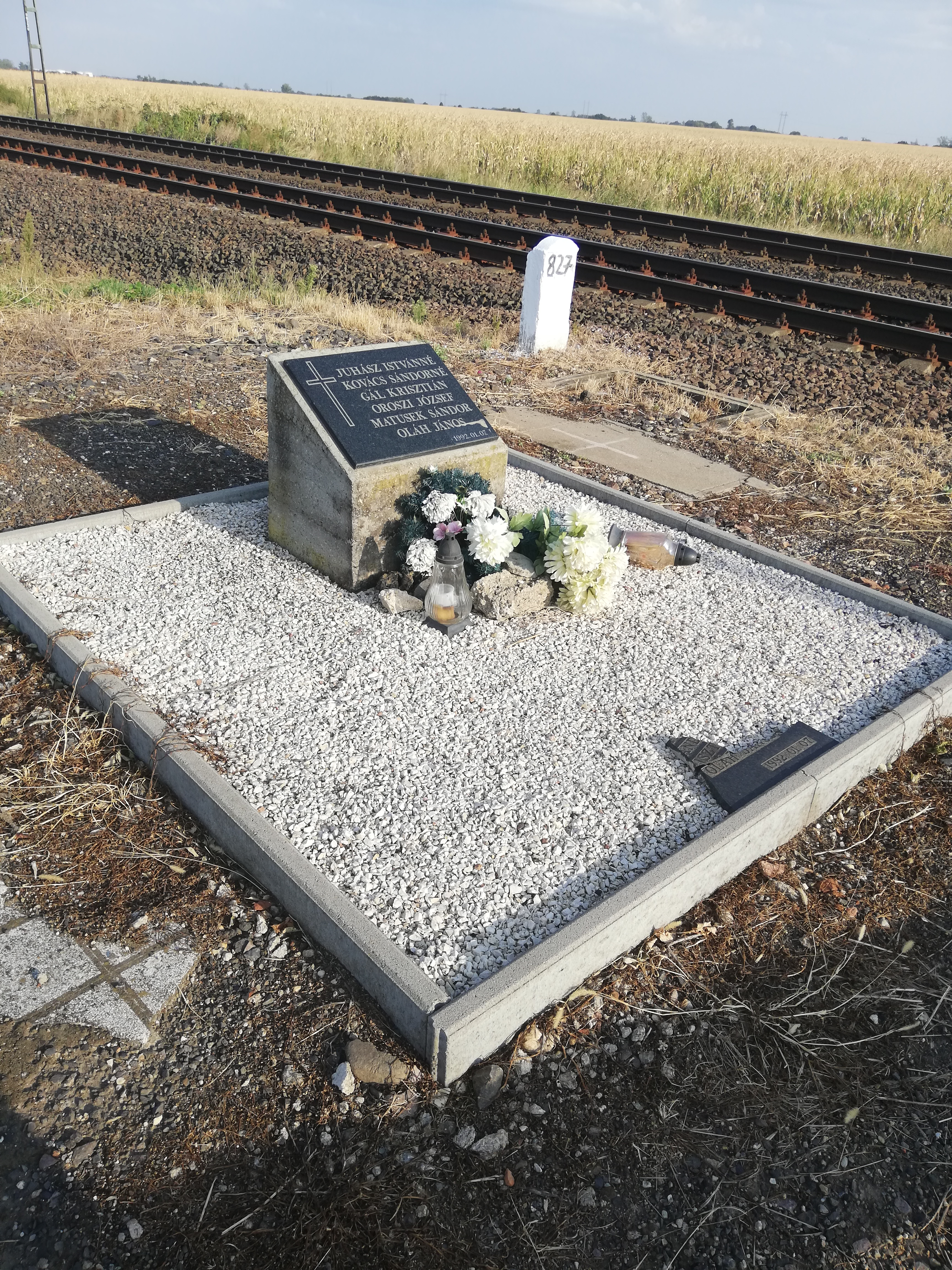
Az 1992-es vasúti tragédia emlékműve
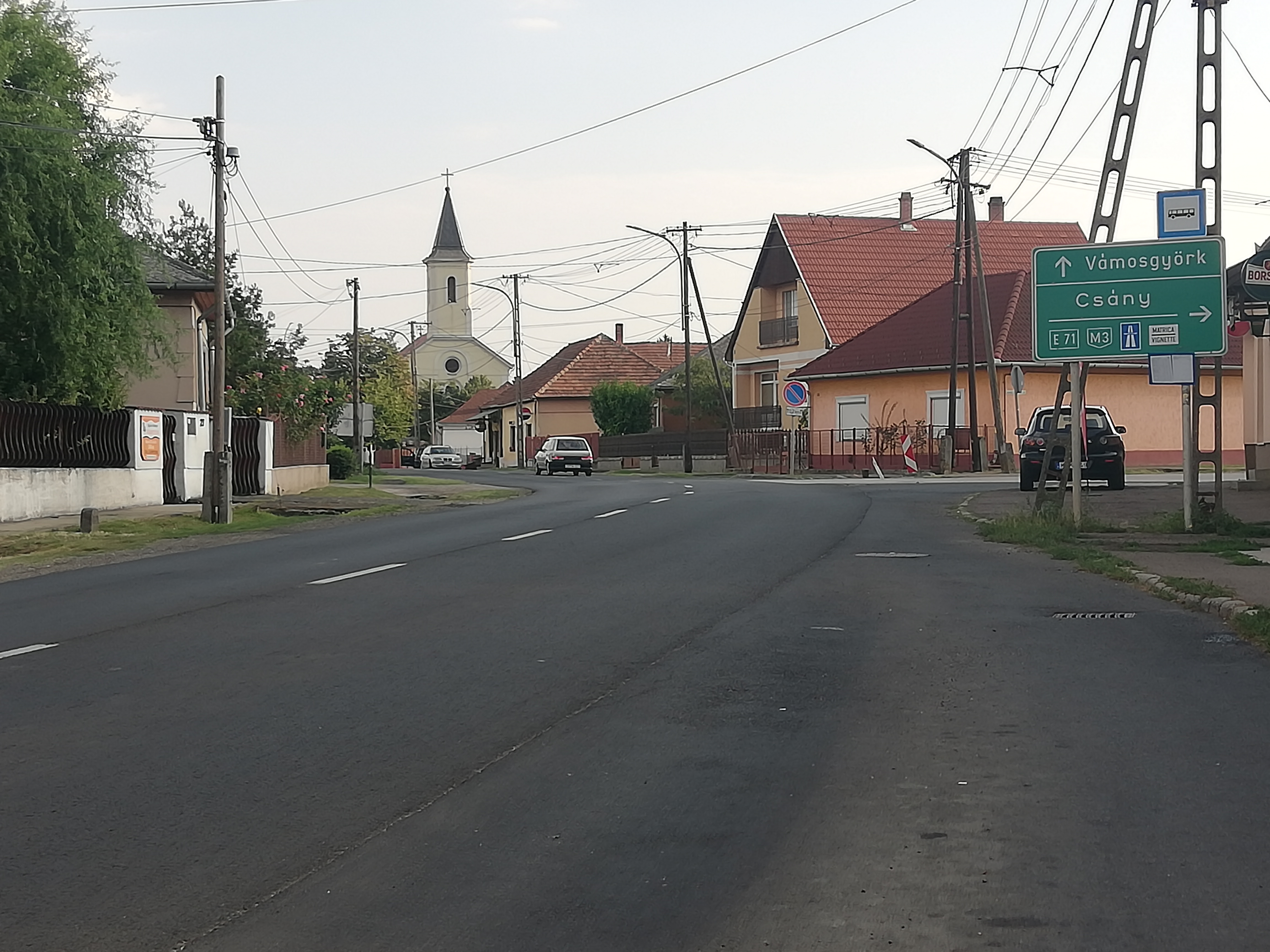
Végpontja Atkár központjában